# Diaperia candida
Diaperia candida là một loài thực vật có hoa trong họ Cúc. Loài này được (Torr. & A.Gray) Benth. & Hook.f. mô tả khoa học đầu tiên năm 1873.